# Loris Capovilla
Loris Francesco Capovilla (Pontelongo, 14 oktober 1915 – Bergamo, 26 mei 2016) was een Italiaans geestelijke en kardinaal van de Rooms-Katholieke Kerk.
Capovilla studeerde aan het patriarchale seminarie van Venetië. Hij werd op 23 mei 1940 tot priester gewijd. Vervolgens vervulde hij pastorale functies in het patriarchaat Venetië.
Op 15 maart 1953 werd Capovilla benoemd tot persoonlijk secretaris van de patriarch, Angelo Roncalli. Toen Roncalli op 28 oktober 1958 als paus gekozen was, nam hij Capovilla mee naar het Vaticaan. Capovilla bleef secretaris van de paus tot diens overlijden op 3 juni 1963.
Capovilla werd op 26 juni 1967 benoemd tot aartsbisschop van Chieti. Zijn bisschopswijding vond plaats op 16 juli 1967. Op 25 september 1971 werd hij benoemd tot prelaat van de territoriale prelatuur Loreto en tot titulair aartsbisschop van Mesembria.
Capovilla ging op 10 december 1988 met emeritaat.
Capovilla werd tijdens het consistorie van 22 februari 2014 kardinaal gecreëerd. Hij kreeg de rang van kardinaal-priester. Zijn titelkerk werd de Santa Maria in Trastevere.
Capovilla overleed op honderdjarige leeftijd.
- Biblioteca Nacional de España: XX1307171
- Bibliothèque nationale de France: cb11895087n (data)
- Gemeinsame Normdatei: 123066263
- International Standard Name Identifier: 0000 0001 1033 0300
- Library of Congress Control Number: n79038539
- Nederlandse Thesaurus van Auteursnamen: 072973226
- Istituto Centrale per il Catalogo Unico: VEAV044755
- Système universitaire de documentation: 026765993
- Virtual International Authority File: 113303809
- WorldCat: E39PBJrwTHggg3gDq6Bt8d3fbd